# Tuffolino
Tuffolino è un personaggio dei fumetti creato da Federico Pedrocchi e Pier Lorenzo De Vita, che prese il posto di Topolino sull'omonima rivista a fumetti nel febbraio del 1942, a seguito delle restrizioni alla libertà di stampa varate dal governo italiano di Mussolini.

## Storia editoriale
A seguito della politica autarchica del regime fascista, dal 1938 il Ministero della cultura popolare impose alla stampa una serie di restrizioni, come l'obbligo di non pubblicare più fumetti americani. Venne risparmiato inizialmente Topolino (probabilmente per i buoni rapporti tra Mussolini e la Mondadori), ma dal n° 303 del settimanale (13 ottobre 1938) scomparvero tutti i fumetti americani diversi da quelli Disney, sostituiti da fumetti prodotti in Italia. Successivamente però, l'incalzare della guerra e le crescenti simpatie americane nei confronti degli Alleati portarono a porre in dubbio la deroga ai fumetti di Topolino. Nell'aprile 1941 Arnoldo Mondadori scrisse al MinCulPop chiedendo una proroga per la pubblicazione di storie Disney almeno fino alla fine dell'anno, in quanto cambiare il titolo Topolino alla testata avrebbe costituito un danno economico non indifferente; d'altronde le storie del personaggio Disney, oltre a occupare sole 3 pagine sulle 12/16 totali del giornale, non erano tutte d'origine americana, ma erano parzialmente realizzate da autori italiani. La proroga fu concessa, ma nel dicembre del 1941, in seguito all'entrata in guerra degli Stati Uniti contro l'Italia, dal n° 477 del 3 febbraio 1942 anche il settimanale Topolino fu costretto a cedere alle restrizioni imposte dal fascismo e a fondo pagina venne annunciata la pubblicazione di Tuffolino agente di pubblicità al posto dell'eroe disneyano. L'ultima storia di Topolino pubblicata, Topolino e l'illusionista, si concluse frettolosamente con il n. 477 con le 27 strisce finali riassunte in sole 5 strisce; questo per permettere ai lettori di leggere il finale della storia e al contempo rispettare le direttive del regime fascista, che aveva stabilito che dal n. 478 non si potessero più pubblicare storie di Topolino.
Topolino viene quindi sostituito da Tuffolino, un personaggio umano dalle medesime caratteristiche fisiche, a parte il fatto di non essere un animale antropomorfo ma un essere umano, disegnato da Pierlorenzo De Vita. Il personaggio debutta in Tuffolino agente di pubblicità, versione ridisegnata (con versioni umanizzate dei personaggi Disney) di Topolino agente di pubblicità, che era stata appena pubblicata negli Stati Uniti. Infatti il giornale aveva già ricevuto la storia, prima del divieto del regime, ma essa non poteva più essere pubblicata. Allora Pedrocchi decise di far modificare le vignette della storia a De Vita che ridisegnò i personaggi sostituendo i personaggi Disney con altri inventati ex novo: in questo modo Topolino divenne Tuffolino, Minni diventò Mimma e Clarabella Clara.
La trama rimane sostanzialmente la stessa: Tuffolino è un ragazzino iperattivo che va sempre in cerca dell'avventura, mettendo in apprensione la sua fidanzata, Mimma, che ha paura che parta per qualche viaggio mettendo a rischio la propria incolumità; quindi Mimma, dopo una discussione con Clara, alla fine lo convince a lavorare presso un'agenzia di pubblicità. Una volta raggiunta, con la terza striscia della sedicesima puntata, la conclusione della vicenda originale, con Topolino/Tuffolino e Minni/Mimma che vengono premiati dal datore di lavoro con un buono e una settimana di vacanza, la storia viene allungata da Pedrocchi e De Vita fino alla diciottesima puntata con delle strisce aggiuntive, completamente originali, che hanno la funzione di collegare questa storia con la successiva Tuffolino in vacanza. Nel finale viene introdotto il personaggio di Pippo, che ricorda molto l'omonimo personaggio disneyano in quanto oltre al nome e alla corporatura anche il vestito e la personalità sono identici; l'unica parte del corpo leggermente diversa è la faccia "umanizzata". Questa storia si conclude sul n° 495 del 9 giugno 1942.
Le storie successive, stavolta completamente originali, sono tre:
1. Tuffolino in vacanza (n° 496-503, dal 16 giugno al 4 agosto 1942)
2. Tuffolino e l'archeologo (n° 504-536, dall'11 agosto 1942 al 23 marzo 1943)
3. Tuffolino e il pepe esplosivo (n° 537 al 564, dal 30 marzo al 21 dicembre 1943)

I testi delle storie sono sempre di Federico Pedrocchi mentre l'autore dei disegni era Pierlorenzo De Vita. Fa eccezione Tuffolino e il pepe esplosivo, i cui disegni sono di attribuzione incerta, ma, secondo Alberto Becattini, sarebbero di Gustavo Petronio.
Mentre Tuffolino agente di pubblicità e Tuffolino in vacanza sono più prettamente umoristiche e incentrate sulla vita quotidiana dei personaggi (come il lavoro e le vacanze), le ultime due storie sono decisamente più avventurose, pur non abbandonando l'umorismo (spesso surreale). In Tuffolino e l'archeologo Tuffolino viene ingaggiato da un esimio professore affinché lo accompagni in una spedizione archeologica su un'isola tropicale (nella quale si troverà coinvolto anche Pippo) ma, a complicare la situazione, un professore rivale organizza una spedizione parallela e inoltre due membri dell'equipaggio sembrano tramare ai danni dell'archeologo. In Tuffolino e il pepe esplosivo, definito all'inizio di ogni puntata "II episodio di Tuffolino e l'archeologo", Tuffolino e Pippo, accusati dalle autorità di essere dei pirati e di aver fatto sparire i professori, tornano sull'isola, determinati a provare la propria innocenza e a sventare i piani malvagi dell'antagonista, che detiene in prigionia gli archeologi sull'isola e intende sfruttare per loschi fini il cosiddetto pepe esplosivo. Si uniscono alla spedizione di salvataggio anche le clandestine Mimma e Clara, nonché il rettore e il signor Bimbo, un investigatore della polizia convinto della colpevolezza di Tuffolino e Pippo. La storia si conclude con il numero 564, l'ultimo anteguerra, con un lieto fine che chiude tutte le trame.
Le storie di Tuffolino vennero pubblicate, dapprima in ultima pagina e successivamente nelle pagine interne, fino alla sospensione del giornale nel dicembre del 1943. La chiusura temporanea del giornale il 21 dicembre 1943 determinò la sparizione del personaggio; quando la pubblicazione ricominciò, nel dicembre 1945, Topolino era di nuovo pubblicabile, per cui Tuffolino, il suo sostituto, non aveva più ragione di esistere.